# تاریخ اقتصاد ایران
تاریخ اقتصاد ایران به بررسی اقتصاد ایران از ابتدا تاکنون به ویژه در دوران معاصر می‌پردازد.

## در آستانه جنگ جهانی اول
آستانه جنگ جهانی اول، زمان چالش‌های نامنظم و گاه خصمانه ناشی از تنش‌های داخلی و مداخلات خارجی به‌شمار می‌رفت که اوج آن منازعات گسترده در زمینه اصلاحات مورگان شوستر و اولتیماتوم روسیه به ایران ۱۲۹۰خ/ ۱۹۱۱م. روسیه تزاری به ایران بود.
در نتیجه ایران نه فقر فراگیرش نسبت به گذشته کاهش یافت و نه کارگزارانی کارکشته و دلسوز داشت تا برنامه و بودجه‌ای برای اصلاح ساختار بغرنج اجتماعی و اقتصادی کشور تنظیم کنند. به علاوه اینک بیش از هر زمان دیگر جایگاهش در روابط بین‌المللی متزلزل شده بود.
جمعیت کشور که به دلیل شیوع بیماری‌های همه‌گیر، سوء تغذیه، فقدان امکانات بهداشتی و… به کندی افزایش می‌یافت، در این سال‌ها به ۱۱ میلیون نفر رسیده بود، بی آنکه توزیع آن بر مبنای ۲۵٪ در شهرها، و ۲۵٪ عشایری و ۵۰٪ روستایی تغییر کند.
در سراسر این دوره پرداختها دچار کسری مزمن بود و پیوسته بر میزان بدهیهای خارجی افزوده می‌شد. در ساختار اقتصادی یا فنی صنعتی کشور تحول بارزی رخ نداده بود. نزدیک به ۹۰٪ نیروی کار در کشاورزی و صنایع دستی روستایی اشتغال داشتند و ۱۰٪ باقی‌مانده به تجارت، خدمات دولتی و صنایع شهری مشغول بودند.
عمده‌ترین کالاهای وارداتی ایران مصنوعات صنعتی و عمده‌ترین صادراتش مواد خام، محصولات کشاورزی، نفت
و صنایع دستی نظیر فرش بود. نزدیک به ۸۰ تا ۹۰٪ مبادلات بازرگانی ایران با روس و انگلیس صورت می‌گرفت.

## دوره ۱۳۵۳–۱۳۴۰
انقلاب سفید یا انقلاب شاه و مردم نام یک زنجیره اصلاحات اقتصادی و اجتماعی در دوره پهلوی در ایران بود. در سال ۱۳۳۸ش / ۱۹۵۹م محمدرضا پهلوی  از منوچهر اقبال نخست‌وزیر وقت خواست که پیش‌نویس لایحه اصلاحات ارضی را برای ارائه به مجلس آماده کند. از آنجا که بیشینه نمایندگان مجلس از مالکان بزرگ بودند تصویب چنین لایحه ای  با مخالفت نمایندگان مجلس که بیشتر آنان از مالکان بودند رو به رو می‌شد و از آنجا که مجلس  تحت کنترل آنان بود میتوانستند با  تجدیدنظر در لایحه و تغییر آن اجرایش را ناممکن سازند.
از اینروی در اوایل سال ۱۳۳۹ش/ ۱۹۶۰م نسخه اصلاح شده اصلاحات ارضی گه منافع مالکان را نیز تامین میکرد به مجلس ارائه شد و از تصویب مجلس - که اکثریت آن را مالکان تشکیل می‌دادند - گذشت؛ بنابراین قانون، هر مالک می‌توانست تا ۴۰۰ هکتار زمین آبی یا ۸۰۰ هکتار زمین دیم را برای خود نگاه دارد. در مجموع، مجلس راه‌های را پیش‌بینی کرد که حتی‌الامکان مانع از تحقق واقعی اصلاحات ارضی شد و به جانبداری از منافع مالکان پرداخت.

## دوره ۱۳۸۳–۱۳۵۷
در ۲۵ سال گذشته جمعیت ۳۶ میلیونی کشور به حدود 90 میلیون نفر افزایش پیدا کرده و نخستین موج این نسل جدید به بزرگسالی رسیده‌است. اکنون انبوه جوانان بیکار که در فضای انقلاب بزرگ شده‌اند، تهدیدی جدی برای ثبات داخلی ایران به‌شمار می‌روند. بر اساس آمارهای رسمی نرخ بیکاری به ۲/۱۲ درصد رسیده‌است اما کارشناسان رقم آن را ۲۰ درصد برآورد می‌کنند. محمد خاتمی رئیس‌جمهوری سابق می‌گوید «حضور سالانه ۷۰۰ هزار نفر به بازارکار معرف فشار شدیدی است که اقتصاد ایران ناگزیر به تحمل آن است.» حاکمیت جمهوری اسلامی که پس از انقلاب افزایش تعداد فرزندان را تشویق می‌کرد از یک دهه پیش برنامه کنترل جمعیت را در دستور کار قرار داده‌است.
هم‌زمان، روند تحولات سیاسی در داخل کشور و مسایلی که در زمینه روابط خارجی جمهوری اسلامی وجود دارد همچنان مانع از برخورد ریشه‌ای با مشکلاتی می‌شود که اقتصاد ایران با آن‌ها دست به گریبان است. به همین دلیل نیز بسیاری از کارشناسان غلبه بر مشکلات اقتصادی و هموار ساختن مسیر توسعه پایدار در ایران را مستلزم رویکردی جامع به مسایل کشور می‌دانند.
در این دوره(۱۳۸۳ – ۱۳۵۷)، نرخ تورم گاه به ۸/۶ درصد رسیده و گاه به مرز ۵۰ درصد نزدیک شده‌است و نرخ بیکاری زمانی ۹/۲ درصد و زمانی بیش از ۱۶ درصد بوده درحالی‌که در زمینه بدهی خارجی، این رقم برای مدت‌ها صفر بوده ولی گاه چنان افزایش یافته که دولت را با بحران بازپرداخت مواجه کرده‌است. رهایی از اقتصاد متکی به نفت و گاز، ادامه سیاست‌های خصوصی‌سازی و همگام شدن با اقتصاد جهانی پیشنهادهایی است که از سوی تحلیلگران برای تثبیت اوضاع اقتصادی ایران مطرح می‌شود. هم‌زمان، جمهوری اسلامی باید چاره‌ای برای انبوه بیکاران بیندیشد که شمار آنان به سه میلیون نفر رسیده و به سرعت رو به افزایش است درحالی‌که اقتصاد ایران از جذب سیل متقاضیان جدید کار ناتوان مانده‌است. انقلاب، دولتی کردن‌های گسترده، خصوصی‌سازی‌های دوباره، جنگ هشت ساله با عراق، تحریم‌های بین‌المللی، اتکا به درآمدهای نفتی، سوء مدیریت و فساد و رشد بی‌رویه جمعیت اقتصاد ایران را در سه دهه گذشته با افت و خیزهای بسیار رو برو کرده‌است. بیکاری و کمبود فرصت‌های شغلی از جمله معضلات اصلی ایران بوده‌است.

### دوران کوتاه شکوفایی نفتی
با سه برابر شدن درآمدهای نفتی در سال ۱۳۵۳، دولت پهلوی یک سیاست اقتصادی مبتنی بر رشد سریع را در پیش گرفت و به این منظور، بودجه سالانه را به دو برابر افزایش داد، وام‌های سررسید نشده خارجی را پرداخت و اعلام کرد آماده‌است مبالغی را از طریق موسسات مالی بین‌المللی در اختیار کشورهایی قرار دهد که با مشکل کسری موازنه پرداخت‌ها رو برو هستند. با اتکای به اعتبار مالی قوی در سطح بین‌المللی، ایران گاه حتی به عنوان تضمین‌کننده اعتبارات برای نهادهای خارجی نیز عمل کرد. در فاصله یک سال، واردات ۱/۶ میلیارد دلاری ایران با ۸۶ درصد افزایش به بیش از ۵/۱۱ میلیارد دلار رسید و سه سال بعد، حجم واردت یک بار دیگر دو برابر شد و در سال پیش از انقلاب به ۲/۲۵ میلیارد دلار رسید که بیشترین حجم واردات در سال‌های پیش از انقلاب بود.
نرخ بیکاری نیز در سال ۱۳۵۵ به ۹/۲ درصد تنزل کرد که پائین‌ترین رقم در تاریخ ایران بود. اما به علت سیاست‌های انبساطی، نرخ تورم به شدت افزایش یافت و به ۹/۲۴ درصد رسید که بالاترین رقم در سال‌های پیش از انقلاب بود. رشد سریع اقتصادی و بهبود چشمگیر موقعیت بین‌المللی ایران در سال‌های قبل از انقلاب با تورم نیز همراه بود.
کاتوزیان دربارهٔ توسعه اقتصادی این زمان می‌گوید: «آنچه در ایران رخ داد نه پیشرفت اجتماعی و اقتصادی بود و نه مدرنیسم، بلکه شبه‌مدرنیسمی بوده که عواید نفت آن را تسریع کرد. به همین شکل تغییرات ساختاری اقتصاد نیز نه به علت شهرنشینی که به واسطه شهرزدگی بود. هنگامی که کشور در آستانه دروازه‌های تمدن بزرگ قرار داشت سهم کل تولیدات صنعتی (شامل تولیدات دستی و روستایی و سنتی) در تولید ناخالص داخلی غیرنفتی ۲۰ درصد بود. در حالی که سهم خدمات ۵۶ درصد بود. با این همه حمل و نقل شهری در همه جا به ویژه تهران به قدری خراب بود که غیرقابل توصیف است وضع مسکونی جز برای وابستگان دولت و جامعه تجار وحشتناک بود یا مشکلی هولناک. اغلب شهرهای کوچک و بزرگ از جمله تهران فاقد سیستم فاضلاب کار آمد بودند، خدمات درمانی و بهداشتی برای اغنیا بسیار گران و نامطمئن بود و برای فقرا گران و خطرناک».
همه گروه‌ها در اقتصاد به صورت برابر در مزیت درامدهای واقعی افزایشی سهیم نبودند، و روندهای نامطلوب در توزیع درآمد و ثروت در اوایل دهه ۱۹۶۰ عیان تر شده بود. سهم هزینه کرد ۲۰ درصد بالای خانوارهای شهری از ۵۲ درصد در سال ۱۹۵۹–۶۰ به ۵۶ درصد در سال ۱۹۷۴–۷۵ رسید، در حالی که سهم ۴۰ درصد پایین خانوارها از ۱۴ درصد به ۱۱ درصد در دوره ۱۹۵۹–۷۴ کاهش یافت. روندهای نامطلوب مشابهی در نابرابری‌های هزینه کردی در میان خانوارهای روستایی در مناطق متفاوت و بین نواحی شهری و روستایی در سطح کل کشور نیز مشاهده می‌شد. تفاوت‌ها پس از افزایش شدید قیمت‌های نفت در سال ۱۹۷۴ شدیدتر هم شد.
علیرغم بدتر شدن نابرابری‌های اقتصادی و اجتماعی، سطح زندگی اکثریت مردم در زمان پهلوی‌ها به‌طور قابل توجهی بهبود یافته‌است. همچنین، به لطف افزایش درآمدهای نفتی و عموماً مدیریت صحیح اقتصادی، ایران در سال ۱۹۲۰ از کشوری با بدهی‌های بزرگ خارجی به یکی با دارایی‌های قابل توجه خالص خارجی در سال ۱۹۷۸ تبدیل شد.

### وقوع انقلاب
با شدت گرفتن ناآرامی‌ها در سال‌های ۱۳۵۶ و ۱۳۵۷ و تغییر حکومت، فضای اقتصادی ایران نیز دیگرگون شد. انقلابیونی که با تمسک به استقرار عدالت اجتماعی و رفع هر گونه تبعیض، حکومت را در اختیار گرفته بودند، به مصادره و ملی کردن کارخانجات، شرکت‌ها و دارایی‌های بخش خصوصی روی آوردند. شش ماه پس از انقلاب، ۲۸ بانک خصوصی و صنایع خودروسازی و تولید فلزات اساسی همچون مس، فولاد و آلومینیوم، و دارایی‌های ۵۱ سرمایه‌دار صاحب صنعت ایرانی و بستگان درجه اول آنان ملی اعلام شد. اموال ملی شده در اختیار دولت قرار گرفت و اموال مصادره شده از سوی دادگاه‌های انقلاب به بنیاد مستضعفان منتقل شد تا مطابق اهداف اولیه انقلاب برای بالا بردن سطح زندگی محرومانی هزینه شود که همراهی آن‌ها سقوط سلطنت را امکان‌پذیر کرده بود. اقدامات انقلابیون تازه‌کار، اگر چه شاخص‌های توزیع درآمد را برای مدتی اندکی بهبود بخشید، اما سرمایه‌گذاری را به شدت کاهش داد و باعث افزایش نرخ تورم و رکود اقتصادی طولانی مدت شد. تصمیم دولت به کاهش تولید نفت، که از محدودیت فنی و کمبود کارشناس در استخراج آن ناشی می‌شد و دولت نیز برای جلوگیری از وابستگی به درآمدهای نفتی آن را تأیید می‌کرد و اشغال سفارت آمریکا که قطع همکاری با شرکت‌های آمریکایی و انزوای ایران در جهان را در پی داشت، منجر به افزایش کوتاه مدت قیمت نفت (۳۲ دلار) در بازارهای جهانی شد و درآمدهای ایران با وجود کاهش تولید نفت برای مدتی کوتاه افزایش یافت و به بیش از ۲۴ میلیارد دلار رسید.
اقدامات دولت انقلابی باعث بهبود موقت در شاخص توزیع درآمد شد اما کاهش سرمایه‌گذاری و رکود و بیکاری بلند مدت را در پی آورد.

### جنگ هشت ساله
وقوع جنگ که صادرات نفت را با مشکل رو به رو کرده بود باعث شد تا درآمدهای ارزی دولت که پس از انقلاب برای مدتی بهبود یافته بود، به ۱۰ میلیارد و ۶۰۰ میلیون دلار در سال ۱۳۶۰ کاهش یابد و کشور را با کسری موازنه ارزی ۵/۴ میلیارد دلاری رو برو کند.
در سال‌های آغازین دهه ۱۳۶۰، با افزایش دوباره قیمت نفت، اقتصاد متکی به نفت ایران یکی دو سالی رشد مثبت را تجربه کرد و نرخ تورم در سال ۱۳۶۴ به ۴/۶ درصد رسید که پایین‌ترین نرخ تورم در سال‌های بعد از انقلاب به حساب می‌آید. اما طولانی شدن جنگ منجر به ادامه کاهش درآمد سرانه و سرمایه‌گذاری شد و درآمدهای ارزی دولت در سال ۱۳۶۵ تنها به ۲/۶ میلیارد دلار رسید. کاهش درآمدهای ارزی آن چنان بودجه کشور را تحت تأثیر قرار داد که در سال پایانی جنگ کسری بودجه به نیمی از کل بودجه می‌رسید و و تورم به ۲۹ درصد و نرخ بیکاری به ۸/۱۵ درصد رسیده بود.

### دولت هاشمی رفسنجانی
در کوتاه مدتی بعد از پایان جنگ، اکبر هاشمی رفسنجانی سکان اقتصاد کشور را بر عهده گرفت و اجرای اولین برنامه پنج ساله توسعه اقتصادی بعد از انقلاب آغاز شد. در این دوره، هم‌زمان با افزایش درآمدهای نفتی و دریافت وام‌های خارجی، دولت سیاست درهای باز اقتصادی را به اجرا درآورد. با اجرای این برنامه، حجم واردات به سرعت افزایش یافت و از ۵/۱۶ میلیارد دلار در سال ۱۳۶۸ به بیش از ۳۰ میلیارد دلار در سال ۱۳۷۰ رسید. یکسان‌سازی نرخ ارز در فاصله کمتر از چند ماه به دلیل افزایش حجم نقدینگی، تورم، کاهش قیمت نفت و تشدید تحریم‌های آمریکا علیه ایران متوقف شد و نخستین دور اصلاحات اقتصادی که دولت هاشمی رفسنجانی آن را آغاز کرده بود خیلی زود به بن‌بست رسید. متأسفانه اجرای این سیاست حجم بدهی‌های خارجی دولت را به بیش از ۲۳ میلیارد دلار افزایش داد و تورم ۳/۴۹ درصدی را در تاریخ ایران ثبت کرد.
با بحرانی شدن اوضاع اقتصادی، دولت هاشمی رفسنجانی که از بازپرداخت وام‌ها عاجز مانده بود با عقب‌نشینی از برنامه‌های اعلام شده خود، واردات را محدود کرد و سیاست تثبیت را در پیش گرفت. برنامه‌هایی چون خصوصی‌سازی، راه‌اندازی موسسات مالی و اعتباری در قالب برنامه اول، توسعه و بازگشایی بازار بورس تهران از جمله برنامه‌هایی بود که در دوره هاشمی رفسنجانی به اجرا درآمد.
تلاش دولت هاشمی رفسنجانی برای آزاد سازی نظام ارزی به شکست منجر شد.

### دولت خاتمی
پیروزی سید محمد خاتمی در انتخابات سال ۷۶ با کاهش قیمت نفت همراه بود و درآمدهای ارزی حاصل از فروش نفت ایران در آستانه دوران محمد خاتمی به صحنه سیاسی به ۹/۹ میلیارد دلار کاهش یافت.
کسری بودجه ناشی از کاهش درآمدها با استقراض از بانک مرکزی تأمین شد اما متأسفانه افزایش حجم نقدینگی سبب شد که نرخ تورم که به حدود ۱۶ درصد کاهش یافته بود در سال ۱۳۷۸ به بیش از ۲۰ درصد برسد. بعد از آن تورم دوباره به کمتر از ۱۳ درصد کاهش یافت و دولت ساختار ارزی خود را اصلاح کرد و یکسان‌سازی نرخ ارز را به اجرا درآورد.
تحقق رشد اقتصادی بالای شش درصد به مقامات اقتصادی ایران امکان آن را داد تا علاوه بر کنترل بدهی‌های خارجی بخش عمده‌ای از آن را بازپرداخت کنند. بر اساس آمارهای رسمی بدهی‌های خارجی دولت به حدود ۲/۹ میلیارد دلار کاهش یافته‌است.

## از ۱۳۸۴ تاکنون

### دولت احمدی‌نژاد
از ال ۱۳۸۴ و روی کارآمدن محمود احمدی‌نژاد طرح‌هایی همچون طرح هدفمندسازی یارانه‌ها و مسکن مهر به اجرا گذاشته شد. این سال، سال آغاز اجرای سند چشم‌انداز ۱۴۰۴ ایران محسوب می‌شد.